# 라르스 크리스티안센 (핸드볼 선수)
라르스 로슬륑 크리스티안센(덴마크어: Lars Roslyng Christiansen, 1972년 4월 18일~)은 덴마크의 핸드볼 선수, 지도자이다. 현역 시절 포지션은 레프트윙으로 독일 핸드볼 분데스리가의 SG 플렌스부르크-한데비트에서 활동했으며, 1997년 EHF컵과 2004년 분데스리가에서 우승을 차지했다.
덴마크 국가대표로 활동하여 2008년 하계 올림픽에 출전했고, 유럽 선수권 대회에서 2회 우승했다(2008, 2012). 특히 2008년 유럽 선수권 대회에서는 이바노 발리치, 니콜라 카라바티치와 함께 공동 득점왕에 올랐다. 그는 덴마크 대표팀 소속으로 388경기에 출전하여 1503골을 기록하여 덴마크팀 최다 출전 기록과 최다 득점 기록을 보유하고 있다.